# أنطونيو فيتش (ملاكم)
أنطونيو فيتش (بالإسبانية: Antonio Fitch)‏ (5 أغسطس 1986 بكانكون في المكسيك - ) هو ملاكم مكسيكي، صنّف ضمن فئة وزن الويلتر.

## إحصائيات
خاض خلال مسيرته 16 نزالا، فاز في 14 ولم يتعادل وخسر في 2. فاز بالضربة القاضية في 11 نزالا.

## روابط خارجية
- أنطونيو فيتش على موقع بوكس ريك (الإنجليزية) (registration required)